# Federación Bancaria Europea
La Federación Bancaria Europea (European Banking Federation, EBF , en inglés o FBE en francés) es una organización del sector bancario europeo, que representa los intereses de más de 5000 bancos europeos en 31 países con activos combinados de más de 30000 millones de euros y alrededor de 2,4 millones de empleados. Fue creada en el año 1960.
La FBE actúa como un foro para proponer y discutir las iniciativas de los miembros, y también como socio de diálogo con las instituciones europeas, que son responsables de la legislación en el ámbito de la banca. Apoya el proceso de unificación de Europa y la salvaguarda del interés de los bancos en Bruselas (Bélgica).
Desde el 18 de febrero de 2021 su presidenta es Ana Botín por dos años en sustitución de Jean Pierre Mustier.

## Miembros
Lista de miembros:
| País            | Asociación                                         | Abrev. |
| --------------- | -------------------------------------------------- | ------ |
| Bélgica         | Febelfin                                           |        |
| Bulgaria        | Association of Banks in Bulgaria                   |        |
| Dinamarca       | Finansrådet                                        |        |
| Alemania        | Bundesverband deutscher Banken                     | BdB    |
| Estonia         | Eesti Pangaliit                                    |        |
| Finlandia       | Finanssialan Keskusliitto                          | FK     |
| Francia         | Fédération bancaire française                      | FBF    |
| Grecia          | Hellenic Bank Association                          |        |
| Islandia        | Samtök fjármálafyrirtækja                          | SFF    |
| Irlanda         | Banking and Payments Federation Ireland            | BPFI   |
| Italia          | Associazione bancaria italiana                     | ABI    |
| Croacia         | Hrvatska udruga banaka                             | HUB    |
| Letonia         | Latvijas Komercbanku Asociācija                    | LKA    |
| Liechtenstein   | Liechtensteinischer Bankenverband                  | LBV    |
| Lituania        | Lietuvos Bankų Asociacija                          | LBA    |
| Luxemburgo      | Association des Banques et Banquiers du Luxembourg | ABBL   |
| Malta           | Malta Bankers' Association                         | MBA    |
| Países Bajos    | Nederlandse Vereniging van Banken                  | NVB    |
| Noruega         | Finans Norge                                       | FNO    |
| Austria         | Verband österreichischer Banken und Bankiers       |        |
| Polonia         | Związek Banków Polskich                            | ZBP    |
| Portugal        | Associação Portuguesa de Bancos                    | APB    |
| Rumania         | Asociaţia Română a Băncilor                        | ARB    |
| Suecia          | Svenska Bankföreningen                             |        |
| Schweiz         | Schweizerische Bankiervereinigung                  | SBVg   |
| Eslovaquia      | Slovenská banková asociácia                        | SBA    |
| España          | Asociación Española de Banca                       | AEB    |
| Eslovenia       | Združenju bank Slovenije                           | ZBS    |
| República Checa | Česká bankovní asociace                            | CBA    |
| Hungría         | Magyar Bankszövetség                               |        |
| Reino Unido     | British Bankers’ Association                       | BBA    |
| Chipre          | Association of Cyprus Commercial Banks             |        |

### Asociados
| País                 | Asociación                                       | Abrev.                                 |
| -------------------- | ------------------------------------------------ | -------------------------------------- |
| Albania              | Shoqata Shqiptare e Bankave                      | AAB (de Albanian Association of Banks) |
| Andorra              | Associaciò de Bancs Andorrans                    | ABA                                    |
| Armenia              | Union of Banks of Armenia                        |                                        |
| Azerbaiyán           | Azerbaijan Banks Association                     |                                        |
| Bosnia y Herzegovina | Udruženje Banka Bosne i Hercegovine              | UBBiH                                  |
| Macedonia            | Bankenverband (Teil der Handelskammer)           |                                        |
| Moldavia             | Asociaţia Băncilor din Moldova                   | ABM                                    |
| Mónaco               | Association Monégasque des Activités Financières | AMAF                                   |
| Montenegro           | Udruženje banaka Crne Gore                       |                                        |
| Rusia                | Association of Russian Banks                     | ARB                                    |
| San Marino           | Associazione bancaria sanmarinese                | ABS                                    |
| Serbia               | Association of Serbian Banks                     |                                        |
| Turquía              | Türkiye Bankalar Birliği                         | TBB                                    |
| Ucrania              | Association of Ukrainian Banks                   |                                        |